# Myrothamnus flabellifolia
Myrothamnus flabellifolia är en tvåhjärtbladig växtart som först beskrevs av Otto Wilhelm Sonder, och fick sitt nu gällande namn av Friedrich Welwitsch. Myrothamnus flabellifolia ingår i släktet Myrothamnus och familjen Myrothamnaceae. Inga underarter finns listade.